# Італійська Соціальна Республіка

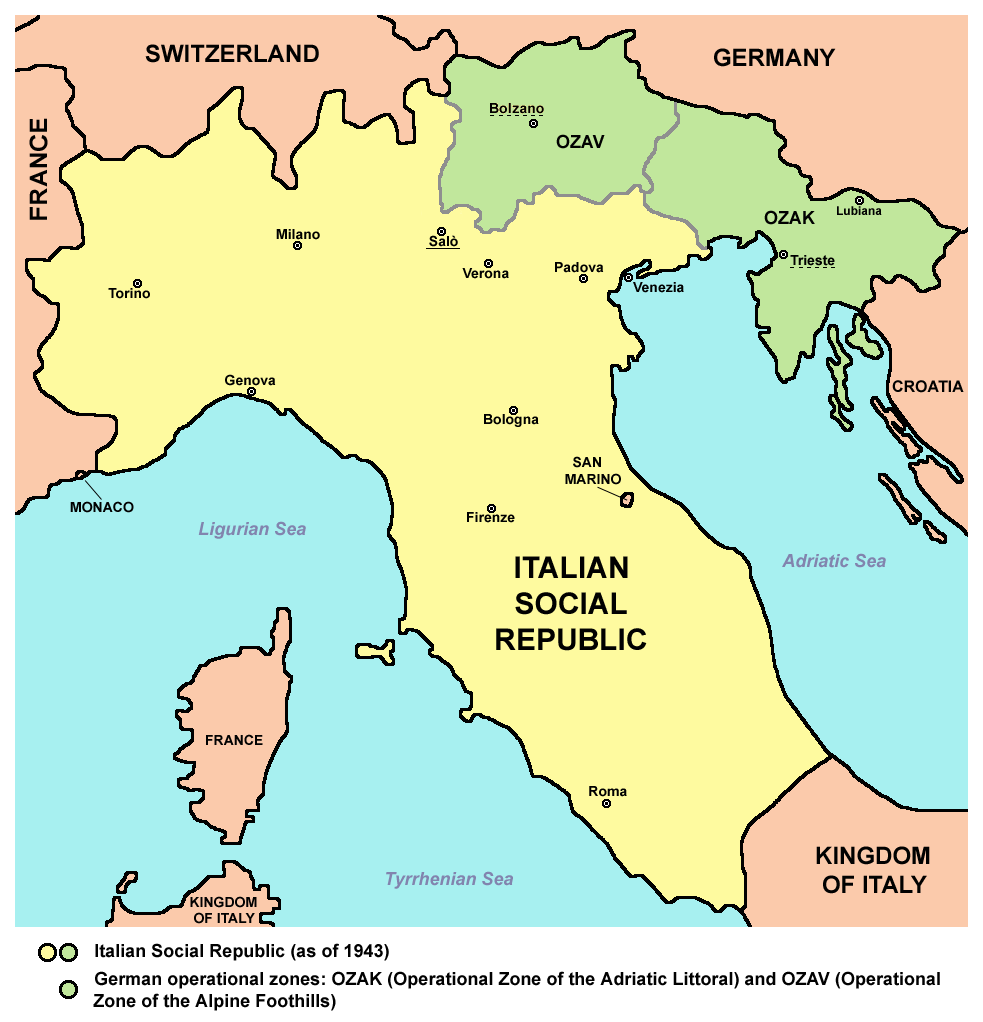

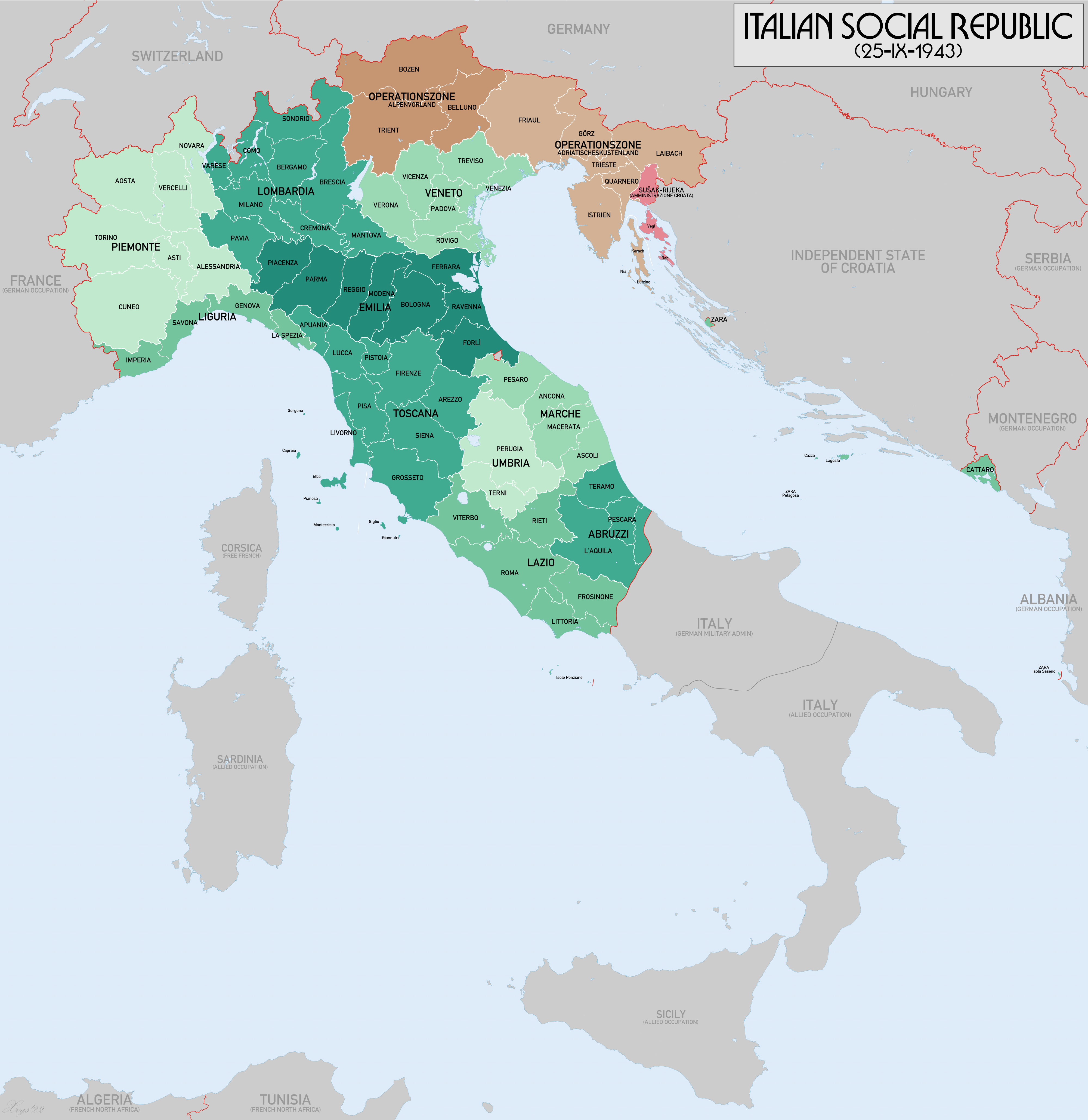
Адміністративний поділ Італійської Соціальної Республіки

Італійська Соціальна Республіка (італ. Repubblica Sociale Italiana вимовляється як [reˈpubblika soˈtʃaːle itaˈljaːna] або RSI; нім. Italienische Sozialrepublik), відома до грудня 1943 як Національна Республіканська Держава Італії (італійська Stato Nazionale Repubblicano d'Italia; SNRI), але більш відома як Республіка Сало́ (італ. Repubblica di Salò [reˈpubblika di saˈlɔ]) — маріонеткова держава Нацистської Німеччини на чолі з Дуче і міністром закордонних справ Беніто Муссоліні і його реформованою антимонархічною Республіканською фашистською партією. Італійська соціальна республіка була проголошена 23 вересня 1943. RSI мала офіційний суверенітет в північній Італії, але значною мірою залежала від Вермахту, у здійснені контролю. Незважаючи на те, що RSI претендувала на суверенітет над більшою частиною італійської території, її de facto юрисдикція поширювалася лише на значно скорочену частину Італії. Держава була неофіційно знана як Республіка Сало, оскільки її Міністерство закордонних справ (Муссоліні) мало штаб-квартиру в Сало, невеликому місті на озері Гарда. Італійська соціальна республіка стала другим і останнім втіленням фашистської італійської держави.

## Утворення
У 1943 капітулювали останні італійські та німецькі війська у Північній Африці. З огляду на неминуче вторгнення союзних військ в Італію, Німеччина почала розробляти плани щодо окупації і розширенню своєї військової присутності в Італії. Після висадки союзників у Сицилії, і, незважаючи на жорсткий опір сил осі на острові вперше з початку війни була скликана Велика фашистська рада. Вона ухвалила закон про усунення Муссоліні від влади (хоча ще й не за день до того Альберт Кессельрінг наголосив, що «Муссоліні як і раніше, тримається міцно в сідлі»). Муссоліні, відчувши загрозу, звернувся до короля Віктора Еммануїла III, але був заарештований. Новий прем'єр-міністр П'єтро Бадольо і його уряд, хоча офіційно воював на боці осі, але вів таємні мирні переговори. 8 вересня оголосив про припинення вогню між Італією і союзниками. Німеччина розпочала окупацію країни (операція «вісь») і почала пошук арештованого Муссоліні.

### Операція «Дуб»
12 вересня 1943 спецвійська на чолі з Отто Скорцені звільнили Муссоліні із ув'язнення в Гран-Сассо. Італійська охорона не чинила опору, незабаром Муссоліні німецьким літаком вилетів до Відня, де він зустрівся з Гітлером.

## Створення
Після короткого відпочинку в Райху, Беніто Муссоліні відправився в північну Італію. Столицею центрального уряду стало місто Сало. Нова держава була визнана кількома країнами: Німеччиною, Болгарією, Словаччиною, Угорщиною, Незалежною державою Хорватією, Румунією, Японією, Сіамом, Маньчжурією, і Данією. Цікаво, що держава не була визнана Іспанією під владою Франциско Франко. Через місцеперебування уряду (як у Франції, уряд Віші) квазідержаву часто називають Республіка Сало.

## Скасування
В останні дні квітня 1945 ситуація стала безнадійною для RSI. Німецькі війська відступили до Альп, партизани руху опору, навіть у містах, коїли позасудові вбивства. Муссоліні, відчувши поразку, вирішив втекти до Швейцарії. 26 квітня зробивши останню промову у Мілані, він і декілька його прибічників (у тому числі коханка Клара Петаччі) намагалися втекти за допомогою німців. Однак, його впізнанли та затримали партизани (за контрактом, німецький транспорт мав перетнути кордон, щоб німці не чинили опір і були звільнені). 28 квітня Беніто Муссоліні був страчений. Його тіло було літаком відправлено в Мілан. Італійська Соціальна Республіка припинила своє існування 2 травня, коли німці капітулювали в Італії.